# Friedrich Wilhelm Schultz
Friedrich Wilhelm Schultz (3 de janeiro de 1804,  Zweibrücken - 30 de dezembro de 1876, Wissembourg) foi um botânico e boticário alemão.
Fez a escola primária em Kusel, e logo a profissão de farmacêutico em Zweibrücken, e trabalhou com seu pai em sua farmácia. A partir de 1827 estudou em Munique.Oteve seu doutorado em 1829, em Tubinga
De 1836 a 1855 com a colaboração de Paul Constantin Billot (1796-1863) publicou „Flora Galliae et Germaniae exsiccata“, e mais tarde  „Archives de la Flore de France et d'Allemagne“.
Com seu irmão Carl H. Schultz fundou uma sociedade científica, em 1840, denominada  POLLICHIA.

## Obras
- Flors der Pfalz. Enthaltend e. Verzeichniss aller bis jetzt in d. bayer. Pfalz u. d. angränzenden Gegenden Badens, Hessens, Oldenburgs.  lxxvi, 575 pp. 35 planchas.